# A hitehagyott
A hitehagyott (eredeti cím: First Reformed) 2017-es amerikai filmdráma, melyet Paul Schrader írt és rendezett. A főbb szerepekben Ethan Hawke, Amanda Seyfried és Cedric the Entertainer látható.
A filmet 2017. augusztus 31-én mutatták be a 74. Velencei Nemzetközi Filmfesztiválon, az Egyesült Államokban pedig 2018. május 18-án jelentette meg az A24. A filmet a kritikusok pozitívan fogadták, külön dicsérték Hawke alakítását, valamint Schrader forgatókönyvét és rendezését. A hitehagyott című filmet a National Board of Review és az Amerikai Filmintézet is a 2018-as év 10 legjobb filmje közé sorolta. Schrader forgatókönyve nyert a Critics' Choice Award-ra, és Independent Spirit Award-ra és az Oscar-díjra is jelölték. Az Independent Spirit Awards-on a Hitehagyott a legjobb film és a legjobb rendező kategóriában is jelölést kapott; a legjobb férfi főszereplő (Hawke) lett.

## Rövid történet
Egy kis közösség lelkésze New York állam északi részén küzd a tragédia, a világi gondok és a meggyötört múlt okozta növekvő elkeseredettséggel.

## Szereplők
- Ethan Hawke - Ernst Toller lelkész
- Amanda Seyfried - Mary Mensana
- Cedric the Entertainer - Joel Jeffers lelkész
- Victoria Hill - Esther
- Philip Ettinger - Michael Mensana
- Michael Gaston - Edward Balq
- Bill Hoag - John Elder

## Megjelenés
2017 szeptemberében az A24 megvásárolta a film forgalmazási jogait.  Az Egyesült Államokban 2018. május 18-án került a mozikba. Számos filmfesztiválon is bemutatták, többek között Új-Zélandon és Melbourne-ben.
A forgatókönyv 2021-ben jelent meg az Archway Editions kiadónál, Masha Tupitsyn bevezetőjével.

## Bevétel
A film négy moziban 100 270 dollárt hozott a nyitóhétvégén, ami 25 068 dolláros átlagot jelent. Ez Schrader karrierjének egyik legjobb eredménye. Világszerte 4 millió dollárt hozott a pénztáraknál.